# 성난 사람들
《성난 사람들》(영어: Beef)은 넷플릭스에서 2023년 4월 공개된 미국의 블랙 코미디 드라마이다.